# Duran Duran/Diskografie
Diese Diskografie ist eine Übersicht über die musikalischen Werke der britischen Rockband Duran Duran. Den Schallplattenauszeichnungen zufolge hat sie bisher mehr als 23,9 Millionen Tonträger verkauft, davon alleine in ihrem Heimatland über 6,7 Millionen. Ihre erfolgreichste Veröffentlichung ist das Album Rio mit mehr als 2,5 Millionen verkauften Einheiten.

## Alben

### Studioalben
| Jahr | Titel Musiklabel                                 | Höchstplatzierung, Gesamtwochen, AuszeichnungChartplatzierungen (Jahr, Titel, Musiklabel, Platzierungen, Wochen, Auszeichnungen, Anmerkungen) | Höchstplatzierung, Gesamtwochen, AuszeichnungChartplatzierungen (Jahr, Titel, Musiklabel, Platzierungen, Wochen, Auszeichnungen, Anmerkungen) | Höchstplatzierung, Gesamtwochen, AuszeichnungChartplatzierungen (Jahr, Titel, Musiklabel, Platzierungen, Wochen, Auszeichnungen, Anmerkungen) | Höchstplatzierung, Gesamtwochen, AuszeichnungChartplatzierungen (Jahr, Titel, Musiklabel, Platzierungen, Wochen, Auszeichnungen, Anmerkungen) | Höchstplatzierung, Gesamtwochen, AuszeichnungChartplatzierungen (Jahr, Titel, Musiklabel, Platzierungen, Wochen, Auszeichnungen, Anmerkungen) | Anmerkungen |
| Jahr | Titel Musiklabel                                 | DE | AT | CH | UK | US | Anmerkungen |
| ---- | ------------------------------------------------ | --- | --- | --- | --- | --- | --- |
| 1981 | Duran Duran EMI Records (EMI)                    | — | — | — | UK3 Platin · (119 Wo.)UK | US10 Platin · (87 Wo.)US | Erstveröffentlichung: 15. Juni 1981 in den USA erst 1983 durch eine erweiterte Ausführung in die Charts gekommen |
| 1982 | Rio EMI Records (EMI)                            | — | — | — | UK2 Platin · (110 Wo.)UK | US6 ×2Doppelplatin · (129 Wo.)US | Erstveröffentlichung: 10. Mai 1982                                                                               |
| 1983 | Seven and the Ragged Tiger EMI Records (EMI)     | DE17 (40 Wo.)DE | AT11 (12 Wo.)AT | CH16 Gold · (9 Wo.)CH | UK1 Platin · (47 Wo.)UK | US8 ×2Doppelplatin · (64 Wo.)US | Erstveröffentlichung: 14. November 1983                                                                          |
| 1986 | Notorious EMI Records (EMI)                      | DE22 (10 Wo.)DE | AT20 (10 Wo.)AT | CH19 (4 Wo.)CH | UK16 Gold · (16 Wo.)UK | US12 Platin · (34 Wo.)US | Erstveröffentlichung: 17. November 1986                                                                          |
| 1988 | Big Thing EMI Records (EMI)                      | DE31 (7 Wo.)DE | — | CH19 (2 Wo.)CH | UK15 Silber · (5 Wo.)UK | US24 Gold · (26 Wo.)US | Erstveröffentlichung: 18. Oktober 1988                                                                           |
| 1990 | Liberty Parlophone (EMI)                         | — | — | CH36 (2 Wo.)CH | UK8 Silber · (4 Wo.)UK | US46 (10 Wo.)US | Erstveröffentlichung: 20. August 1990                                                                            |
| 1993 | Duran Duran (The Wedding Album) Parlophone (EMI) | DE22 (21 Wo.)DE | AT12 (9 Wo.)AT | CH23 (10 Wo.)CH | UK4 Gold · (23 Wo.)UK | US7 Platin · (47 Wo.)US | Erstveröffentlichung: 15. Februar 1993                                                                           |
| 1995 | Thank You Parlophone (EMI)                       | DE50 (7 Wo.)DE | AT25 (3 Wo.)AT | CH44 (2 Wo.)CH | UK12 (3 Wo.)UK | US19 Gold · (10 Wo.)US | Erstveröffentlichung: 23. März 1995                                                                              |
| 1997 | Medazzaland Virgin Music (EMI)                   | DE67 (1 Wo.)DE | — | — | — | US58 (3 Wo.)US | Erstveröffentlichung: 13. Oktober 1997                                                                           |
| 2000 | Pop Trash Hollywood Records (Edel)               | DE80 (1 Wo.)DE | — | — | UK53 (1 Wo.)UK | US135 (1 Wo.)US | Erstveröffentlichung: 10. Juni 2000                                                                              |
| 2004 | Astronaut Epic Records (Sony)                    | DE23 (3 Wo.)DE | AT27 (2 Wo.)AT | CH21 (4 Wo.)CH | UK3 Gold · (5 Wo.)UK | US17 (8 Wo.)US | Erstveröffentlichung: 11. Oktober 2004                                                                           |
| 2007 | Red Carpet Massacre Epic Records (Sony)          | DE85 (1 Wo.)DE | — | CH39 (2 Wo.)CH | UK44 (3 Wo.)UK | US36 (3 Wo.)US | Erstveröffentlichung: 13. November 2007                                                                          |
| 2010 | All You Need Is Now Tape Modern (Edel)           | DE39 (2 Wo.)DE | AT62 (1 Wo.)AT | CH28 (2 Wo.)CH | UK11 (4 Wo.)UK | US29 (4 Wo.)US | Erstveröffentlichung: 21. Dezember 2010                                                                          |
| 2015 | Paper Gods Warner Bros. Records (WMG)            | DE24 (1 Wo.)DE | AT24 (2 Wo.)AT | CH15 (2 Wo.)CH | UK5 (4 Wo.)UK | US10 (7 Wo.)US | Erstveröffentlichung: 11. September 2015                                                                         |
| 2021 | Future Past Tape Modern (BMG)                    | DE8 (3 Wo.)DE | AT9 (2 Wo.)AT | CH10 (2 Wo.)CH | UK3 (6 Wo.)UK | US28 (1 Wo.)US | Erstveröffentlichung: 22. Oktober 2021                                                                           |
| 2023 | Danse Macabre Tape Modern (BMG)                  | DE14 (2 Wo.)DE | AT17 (1 Wo.)AT | CH12 (1 Wo.)CH | UK4 (2 Wo.)UK | US57 (1 Wo.)US | Erstveröffentlichung: 27. Oktober 2023                                                                           |

grau schraffiert: keine Chartdaten aus diesem Jahr verfügbar

### Livealben
| Jahr | Titel Musiklabel                                            | Höchstplatzierung, Gesamtwochen, AuszeichnungChartplatzierungen (Jahr, Titel, Musiklabel, Platzierungen, Wochen, Auszeichnungen, Anmerkungen) | Höchstplatzierung, Gesamtwochen, AuszeichnungChartplatzierungen (Jahr, Titel, Musiklabel, Platzierungen, Wochen, Auszeichnungen, Anmerkungen) | Höchstplatzierung, Gesamtwochen, AuszeichnungChartplatzierungen (Jahr, Titel, Musiklabel, Platzierungen, Wochen, Auszeichnungen, Anmerkungen) | Höchstplatzierung, Gesamtwochen, AuszeichnungChartplatzierungen (Jahr, Titel, Musiklabel, Platzierungen, Wochen, Auszeichnungen, Anmerkungen) | Höchstplatzierung, Gesamtwochen, AuszeichnungChartplatzierungen (Jahr, Titel, Musiklabel, Platzierungen, Wochen, Auszeichnungen, Anmerkungen) | Anmerkungen                             |
| Jahr | Titel Musiklabel                                            | DE | AT | CH | UK | US | Anmerkungen                             |
| ---- | ----------------------------------------------------------- | --- | --- | --- | --- | --- | --------------------------------------- |
| 1984 | Arena EMI Records (EMI)                                     | DE1 Gold · (25 Wo.)DE | AT7 (10 Wo.)AT | CH4 (12 Wo.)CH | UK6 Platin · (31 Wo.)UK | US4 ×2Doppelplatin · (28 Wo.)US | Erstveröffentlichung: 12. November 1984 |
| 2009 | Hammersmith ’82! EMI Records                                | — | — | — | — | — | Erstveröffentlichung: 7. September 2009 |
| 2012 | A Diamond in the Mind: Live 2011 Eagle Records (Eagle Rock) | DE59 (1 Wo.)DE | — | — | — | — | Erstveröffentlichung: 2. Juli 2012      |

### Kompilationen
| Jahr | Titel Musiklabel                           | Höchstplatzierung, Gesamtwochen, AuszeichnungChartplatzierungen (Jahr, Titel, Musiklabel, Platzierungen, Wochen, Auszeichnungen, Anmerkungen) | Höchstplatzierung, Gesamtwochen, AuszeichnungChartplatzierungen (Jahr, Titel, Musiklabel, Platzierungen, Wochen, Auszeichnungen, Anmerkungen) | Höchstplatzierung, Gesamtwochen, AuszeichnungChartplatzierungen (Jahr, Titel, Musiklabel, Platzierungen, Wochen, Auszeichnungen, Anmerkungen) | Höchstplatzierung, Gesamtwochen, AuszeichnungChartplatzierungen (Jahr, Titel, Musiklabel, Platzierungen, Wochen, Auszeichnungen, Anmerkungen) | Höchstplatzierung, Gesamtwochen, AuszeichnungChartplatzierungen (Jahr, Titel, Musiklabel, Platzierungen, Wochen, Auszeichnungen, Anmerkungen) | Anmerkungen                             |
| Jahr | Titel Musiklabel                           | DE | AT | CH | UK | US | Anmerkungen                             |
| ---- | ------------------------------------------ | --- | --- | --- | --- | --- | --------------------------------------- |
| 1989 | Decade: Greatest Hits EMI Records (EMI)    | — | — | — | UK5 Platin · (18 Wo.)UK | US67 Platin · (16 Wo.)US | Erstveröffentlichung: 10. November 1989 |
| 1998 | Greatest EMI Records (EMI)                 | DE51 (1 Wo.)DE | AT30 (4 Wo.)AT | CH96 (1 Wo.)CH | UK4 ×3Dreifachplatin · (67 Wo.)UK | US170 Platin · (1 Wo.)US | Erstveröffentlichung: 3. November 1998  |
| 1999 | The Essential Collection EMI Records (EMI) | — | — | — | — | — | Erstveröffentlichung: 1999              |

### Remixalben
| Jahr | Titel Musiklabel                    | Höchstplatzierung, Gesamtwochen, AuszeichnungChartplatzierungen (Jahr, Titel, Musiklabel, Platzierungen, Wochen, Auszeichnungen, Anmerkungen) | Höchstplatzierung, Gesamtwochen, AuszeichnungChartplatzierungen (Jahr, Titel, Musiklabel, Platzierungen, Wochen, Auszeichnungen, Anmerkungen) | Höchstplatzierung, Gesamtwochen, AuszeichnungChartplatzierungen (Jahr, Titel, Musiklabel, Platzierungen, Wochen, Auszeichnungen, Anmerkungen) | Höchstplatzierung, Gesamtwochen, AuszeichnungChartplatzierungen (Jahr, Titel, Musiklabel, Platzierungen, Wochen, Auszeichnungen, Anmerkungen) | Höchstplatzierung, Gesamtwochen, AuszeichnungChartplatzierungen (Jahr, Titel, Musiklabel, Platzierungen, Wochen, Auszeichnungen, Anmerkungen) | Anmerkungen                         |
| Jahr | Titel Musiklabel                    | DE | AT | CH | UK | US | Anmerkungen                         |
| ---- | ----------------------------------- | --- | --- | --- | --- | --- | ----------------------------------- |
| 1987 | Master Mixes EMI Records (EMI)      | — | — | — | — | — | Erstveröffentlichung: 1987          |
| 1999 | Strange Behaviour EMI Records (EMI) | — | — | — | UK70 (1 Wo.)UK | — | Erstveröffentlichung: 23. März 1999 |

### EPs
| Jahr | Titel Musiklabel                               | Höchstplatzierung, Gesamtwochen, AuszeichnungChartplatzierungen (Jahr, Titel, Musiklabel, Platzierungen, Wochen, Auszeichnungen, Anmerkungen) | Höchstplatzierung, Gesamtwochen, AuszeichnungChartplatzierungen (Jahr, Titel, Musiklabel, Platzierungen, Wochen, Auszeichnungen, Anmerkungen) | Höchstplatzierung, Gesamtwochen, AuszeichnungChartplatzierungen (Jahr, Titel, Musiklabel, Platzierungen, Wochen, Auszeichnungen, Anmerkungen) | Höchstplatzierung, Gesamtwochen, AuszeichnungChartplatzierungen (Jahr, Titel, Musiklabel, Platzierungen, Wochen, Auszeichnungen, Anmerkungen) | Höchstplatzierung, Gesamtwochen, AuszeichnungChartplatzierungen (Jahr, Titel, Musiklabel, Platzierungen, Wochen, Auszeichnungen, Anmerkungen) | Anmerkungen                                                                                         |
| Jahr | Titel Musiklabel                               | DE | AT | CH | UK | US | Anmerkungen                                                                                         |
| ---- | ---------------------------------------------- | --- | --- | --- | --- | --- | --------------------------------------------------------------------------------------------------- |
| 1981 | Nite Romantics EMI Records (EMI)               | — | — | — | — | — | Erstveröffentlichung: 1. September 1981                                                             |
| 1982 | Carnival EMI Records (EMI)                     | — | — | — | — | US98 (15 Wo.)US | Erstveröffentlichung: September 1982 enthält Remix-Versionen von vier früher veröffentlichten Songs |
| 1982 | Night Versions EMI Records (EMI)               | — | — | — | — | — | Erstveröffentlichung: 1982                                                                          |
| 1984 | Tiger! Tiger! EMI Records (EMI)                | — | — | — | — | — | Erstveröffentlichung: 5. Juni 1984                                                                  |
| 1985 | Mixing Parlophone (EMI)                        | — | — | — | — | — | Erstveröffentlichung: 1985                                                                          |
| 2010 | From Mediterranea with Love Tape Modern (Edel) | — | — | — | — | — | Erstveröffentlichung: 23. Dezember 2010                                                             |

grau schraffiert: keine Chartdaten aus diesem Jahr verfügbar

## Singles
| Jahr | Titel Album                                                    | Höchstplatzierung, Gesamtwochen, AuszeichnungChartplatzierungen (Jahr, Titel, Album, Platzierungen, Wochen, Auszeichnungen, Anmerkungen) | Höchstplatzierung, Gesamtwochen, AuszeichnungChartplatzierungen (Jahr, Titel, Album, Platzierungen, Wochen, Auszeichnungen, Anmerkungen) | Höchstplatzierung, Gesamtwochen, AuszeichnungChartplatzierungen (Jahr, Titel, Album, Platzierungen, Wochen, Auszeichnungen, Anmerkungen) | Höchstplatzierung, Gesamtwochen, AuszeichnungChartplatzierungen (Jahr, Titel, Album, Platzierungen, Wochen, Auszeichnungen, Anmerkungen) | Höchstplatzierung, Gesamtwochen, AuszeichnungChartplatzierungen (Jahr, Titel, Album, Platzierungen, Wochen, Auszeichnungen, Anmerkungen) | Anmerkungen                                                            |
| Jahr | Titel Album                                                    | DE | AT | CH | UK | US | Anmerkungen                                                            |
| ---- | -------------------------------------------------------------- | --- | --- | --- | --- | --- | ---------------------------------------------------------------------- |
| 1981 | Planet Earth Duran Duran                                       | — | — | — | UK12 (14 Wo.)UK | — | Erstveröffentlichung: Januar 1981                                      |
| 1981 | Careless Memories Duran Duran                                  | — | — | — | UK37 (4 Wo.)UK | — | Erstveröffentlichung: 20. April 1981                                   |
| 1981 | Girls on Film Duran Duran                                      | — | — | — | UK5 Gold · (11 Wo.)UK | — | Erstveröffentlichung: 13. Juli 1981                                    |
| 1981 | My Own Way Rio                                                 | — | — | — | UK14 (11 Wo.)UK | — | Erstveröffentlichung: 16. November 1981                                |
| 1982 | Hungry Like the Wolf Rio                                       | — | — | — | UK5 Platin · (12 Wo.)UK | US3 Gold · (23 Wo.)US | Erstveröffentlichung: April 1982                                       |
| 1982 | Save a Prayer Rio                                              | DE27 (11 Wo.)DE | — | — | UK2 Silber · (9 Wo.)UK | US16 (14 Wo.)US | Erstveröffentlichung: 9. August 1982 in DE erst 1985 platziert         |
| 1982 | Rio                                                            | — | — | — | UK9 Gold · (11 Wo.)UK | US14 (13 Wo.)US | Erstveröffentlichung: 1. November 1982                                 |
| 1983 | Is There Something I Should Know? –                            | DE28 (11 Wo.)DE | — | CH7 (5 Wo.)CH | UK1 Gold · (9 Wo.)UK | US4 (17 Wo.)US | Erstveröffentlichung: 19. März 1983                                    |
| 1983 | Union of the Snake Seven and the Ragged Tiger                  | DE37 (16 Wo.)DE | — | — | UK3 Silber · (11 Wo.)UK | US3 (17 Wo.)US | Erstveröffentlichung: 17. Oktober 1983                                 |
| 1984 | New Moon on Monday Seven and the Ragged Tiger                  | — | — | — | UK9 (8 Wo.)UK | US10 (16 Wo.)US | Erstveröffentlichung: 2. Januar 1984                                   |
| 1984 | The Reflex Seven and the Ragged Tiger                          | DE8 (17 Wo.)DE | AT11 (8 Wo.)AT | CH10 (12 Wo.)CH | UK1 Gold · (14 Wo.)UK | US1 Gold · (21 Wo.)US | Erstveröffentlichung: 16. April 1984                                   |
| 1984 | The Wild Boys Arena                                            | DE1 Gold · (17 Wo.)DE | AT2 (14 Wo.)AT | CH2 (12 Wo.)CH | UK2 Silber · (14 Wo.)UK | US2 Gold · (18 Wo.)US | Erstveröffentlichung: 1. Oktober 1984                                  |
| 1985 | A View to a Kill James Bond 007 – Im Angesicht des Todes (OST) | DE9 (21 Wo.)DE | AT6 (14 Wo.)AT | CH7 (17 Wo.)CH | UK2 Silber · (16 Wo.)UK | US1 (17 Wo.)US | Erstveröffentlichung: 6. Mai 1985                                      |
| 1986 | Notorious                                                      | DE12 (14 Wo.)DE | AT14 (10 Wo.)AT | CH4 (10 Wo.)CH | UK7 (9 Wo.)UK | US2 (17 Wo.)US | Erstveröffentlichung: 20. Oktober 1986                                 |
| 1987 | Skin Trade Notorious                                           | DE35 (9 Wo.)DE | — | — | UK22 (6 Wo.)UK | US39 (9 Wo.)US | Erstveröffentlichung: 19. Januar 1987                                  |
| 1987 | Meet El Presidente Notorious                                   | DE54 (5 Wo.)DE | — | — | UK24 (5 Wo.)UK | US70 (5 Wo.)US | Erstveröffentlichung: 13. April 1987                                   |
| 1988 | I Don’t Want Your Love Big Thing                               | DE31 (7 Wo.)DE | — | CH15 (8 Wo.)CH | UK14 (5 Wo.)UK | US4 (16 Wo.)US | Erstveröffentlichung: 19. September 1988                               |
| 1988 | All She Wants Is Big Thing                                     | DE28 (10 Wo.)DE | — | — | UK9 (5 Wo.)UK | US22 (13 Wo.)US | Erstveröffentlichung: 12. Dezember 1988                                |
| 1989 | Do You Believe in Shame? Big Thing                             | — | — | — | UK30 (4 Wo.)UK | US72 (5 Wo.)US | Erstveröffentlichung: 6. März 1989                                     |
| 1989 | Burning the Ground Decade: Greatest Hits                       | — | — | — | UK31 (5 Wo.)UK | — | Erstveröffentlichung: 4. Dezember 1989                                 |
| 1990 | Violence of Summer (Love’s Taking Over) Liberty                | DE69 (8 Wo.)DE | — | CH29 (2 Wo.)CH | UK20 (4 Wo.)UK | US64 (7 Wo.)US | Erstveröffentlichung: 23. Juli 1990                                    |
| 1990 | Serious Liberty                                                | DE69 (3 Wo.)DE | — | — | UK48 (3 Wo.)UK | — | Erstveröffentlichung: 1. Oktober 1990                                  |
| 1992 | Ordinary World Duran Duran (The Wedding Album)                 | DE16 (19 Wo.)DE | AT15 (11 Wo.)AT | CH11 (17 Wo.)CH | UK6 Platin · (9 Wo.)UK | US3 Gold · (22 Wo.)US | Erstveröffentlichung: 1. Dezember 1992                                 |
| 1993 | Come Undone Duran Duran (The Wedding Album)                    | DE42 (10 Wo.)DE | — | — | UK13 Silber · (8 Wo.)UK | US7 (25 Wo.)US | Erstveröffentlichung: 29. März 1993                                    |
| 1993 | Too Much Information Duran Duran (The Wedding Album)           | — | — | — | UK35 (3 Wo.)UK | US45 (11 Wo.)US | Erstveröffentlichung: 23. August 1993                                  |
| 1995 | Perfect Day Thank You                                          | — | — | — | UK28 (4 Wo.)UK | — | Erstveröffentlichung: 1. März 1995                                     |
| 1995 | White Lines Thank You                                          | — | — | — | UK17 (6 Wo.)UK | — | Erstveröffentlichung: 16. Mai 1995                                     |
| 1995 | Lay Lady Lay Thank You                                         | — | — | — | — | — | Erstveröffentlichung: 1995                                             |
| 1997 | Out of My Mind The Saint – Der Mann ohne Namen (OST)           | — | — | — | UK21 (2 Wo.)UK | — | Erstveröffentlichung: 27. März 1997                                    |
| 1997 | Electric Barbarella Medazzaland                                | — | — | — | UK23 (3 Wo.)UK | US52 (9 Wo.)US | Erstveröffentlichung: 16. September 1997                               |
| 2000 | Someone Else Not Me Pop Trash                                  | — | — | — | UK53 (2 Wo.)UK | — | Erstveröffentlichung: 22. Mai 2000                                     |
| 2004 | (Reach Up for the) Sunrise Astronaut                           | DE39 (6 Wo.)DE | AT50 (5 Wo.)AT | CH61 (10 Wo.)CH | UK5 (5 Wo.)UK | US89 (5 Wo.)US | Erstveröffentlichung: 20. September 2004                               |
| 2005 | What Happens Tomorrow Astronaut                                | DE80 (1 Wo.)DE | — | — | UK11 (3 Wo.)UK | — | Erstveröffentlichung: 31. Januar 2005                                  |
| 2006 | Nice Astronaut                                                 | — | — | — | — | — | Erstveröffentlichung: 12. September 2006                               |
| 2007 | Falling Down Red Carpet Massacre                               | DE79 (1 Wo.)DE | — | CH60 (6 Wo.)CH | UK52 (1 Wo.)UK | — | Erstveröffentlichung: 12. November 2007                                |
| 2010 | All You Need is Now                                            | — | — | — | — | — | Erstveröffentlichung: 8. Dezember 2010                                 |
| 2011 | Girl Panic! All You Need is Now                                | — | — | — | — | — | Erstveröffentlichung: 24. Juni 2011                                    |
| 2015 | Pressure Off Paper Gods                                        | — | — | — | — | — | Erstveröffentlichung: 17. Juni 2015 feat. Janelle Monáe & Nile Rodgers |
| 2015 | Last Night in the City Paper Gods                              | — | — | — | — | — | Erstveröffentlichung: 28. August 2015 feat. Kiesza                     |
| 2021 | Five Years –                                                   | — | — | — | — | — | Erstveröffentlichung: 8. Januar 2021                                   |
| 2021 | Invisible Future Past                                          | — | — | — | — | — | Erstveröffentlichung: 19. Mai 2021                                     |
| 2021 | More Joy! Future Past                                          | — | — | — | — | — | Erstveröffentlichung: 5. August 2021 feat. Chai                        |
| 2021 | Anniversary Future Past                                        | — | — | — | — | — | Erstveröffentlichung: 31. August 2021                                  |
| 2021 | Tonight United Future Past                                     | — | — | — | — | — | Erstveröffentlichung: 24. September 2021                               |
| 2021 | Give It All Up Future Past                                     | — | — | — | — | — | Erstveröffentlichung: 11. November 2021                                |
| 2023 | Danse Macabre                                                  | — | — | — | — | — | Erstveröffentlichung: 30. August 2023                                  |
| 2023 | Black Moonlight Danse Macabre                                  | — | — | — | — | — | Erstveröffentlichung: 21. September 2023                               |
| 2023 | Psycho Killer Danse Macabre                                    | — | — | — | — | — | Erstveröffentlichung: 24. Oktober 2023                                 |

## Videoalben
| Jahr | Titel                            | Höchstplatzierung, Gesamtwochen, AuszeichnungChartplatzierungen (Jahr, Titel, Platzierungen, Wochen, Auszeichnungen, Anmerkungen) | Höchstplatzierung, Gesamtwochen, AuszeichnungChartplatzierungen (Jahr, Titel, Platzierungen, Wochen, Auszeichnungen, Anmerkungen) | Höchstplatzierung, Gesamtwochen, AuszeichnungChartplatzierungen (Jahr, Titel, Platzierungen, Wochen, Auszeichnungen, Anmerkungen) | Höchstplatzierung, Gesamtwochen, AuszeichnungChartplatzierungen (Jahr, Titel, Platzierungen, Wochen, Auszeichnungen, Anmerkungen) | Höchstplatzierung, Gesamtwochen, AuszeichnungChartplatzierungen (Jahr, Titel, Platzierungen, Wochen, Auszeichnungen, Anmerkungen) | Anmerkungen                                                         |
| Jahr | Titel                            | DE | AT | CH | UK | US | Anmerkungen                                                         |
| ---- | -------------------------------- | --- | --- | --- | --- | --- | ------------------------------------------------------------------- |
| 1983 | Duran Duran                      | — | — | — | — | — | Erstveröffentlichung: März 1983                                     |
| 1984 | Sing Blue Silver                 | — | — | — | UK16 (6 Wo.)UK | — | Erstveröffentlichung: 1984                                          |
| 1984 | Dancing on the Valentine         | — | — | — | — | — | Erstveröffentlichung: 1984                                          |
| 1985 | Arena (An Absurd Notion)         | — | — | — | UK16 (5 Wo.)UK | — | Erstveröffentlichung: März 1985 Konzertfilm                         |
| 1988 | Working for the Skin Trade       | — | — | — | — | — | Erstveröffentlichung: 1988                                          |
| 1989 | Decade                           | — | — | — | UK29 (4 Wo.)UK | US— GoldUS | Erstveröffentlichung: 1989 Musikvideos                              |
| 1989 | 6ix by 3hree                     | — | — | — | — | — | Erstveröffentlichung: 1989                                          |
| 1994 | Extraordinary World              | — | — | — | UK7 (6 Wo.)UK | — | Erstveröffentlichung: 1994 Musikvideos + Dokumentation              |
| 1998 | Greatest                         | — | — | — | UK3 Platin · (50 Wo.)UK | US— PlatinUS | Erstveröffentlichung: 3. November 1998 Musikvideos                  |
| 2005 | Live from London                 | — | — | — | UK5 (4 Wo.)UK | US— GoldUS | Erstveröffentlichung: 25. Oktober 2005 live aus der Wembley Arena   |
| 2009 | Live at Hammersmith 82!          | — | — | — | UK7 (3 Wo.)UK | — | Erstveröffentlichung: 21. September 2009 live vom Hammersmith Odeon |
| 2012 | A Diamond in the Mind: Live 2011 | — | — | CH7 (1 Wo.)CH | UK3 (12 Wo.)UK | — | Erstveröffentlichung: 2. Juli 2012 live in Manchester               |

## Boxsets
| Jahr | Titel Album                                 | Anmerkungen                                   |
| ---- | ------------------------------------------- | --------------------------------------------- |
| 2003 | Singles Box Set 1981–1985 EMI Records (EMI) | Erstveröffentlichung: 12. Mai 2003 · UK: Gold |
| 2004 | Singles Box Set 1986–1995 EMI Records (EMI) | Erstveröffentlichung: 13. September 2004      |
| 2007 | Notorious / Big Thing EMI Records (EMI)     | Erstveröffentlichung: 2007                    |

## Promoveröffentlichungen
| Jahr | Titel Album                          | Anmerkungen                    |
| ---- | ------------------------------------ | ------------------------------ |
| 2011 | Leave a Light On All You Need Is Now | Erstveröffentlichung: Mai 2011 |

## Sonderveröffentlichungen
| Jahr | Titel Musiklabel            | Anmerkungen                                             |
| ---- | --------------------------- | ------------------------------------------------------- |
| 1999 | Original Gold Mr. Moonlight | Erstveröffentlichung: 1999 Teil der Reihe Original Gold |

## Statistik

### Chartauswertung
|                     | DE     | AT     | CH     | UK     | US     |
| ------------------- | ------ | ------ | ------ | ------ | ------ |
| Nummer-eins-Alben   | DE1DE  | AT—AT  | CH—CH  | UK1UK  | US—US  |
| Top-10-Alben        | DE2DE  | AT2AT  | CH2CH  | UK12UK | US6US  |
| Alben in den Charts | DE16DE | AT11AT | CH14CH | UK19UK | US19US |

|                       | DE     | AT    | CH     | UK     | US     |
| --------------------- | ------ | ----- | ------ | ------ | ------ |
| Nummer-eins-Singles   | DE1DE  | AT—AT | CH—CH  | UK2UK  | US2US  |
| Top-10-Singles        | DE3DE  | AT2AT | CH5CH  | UK14UK | US11US |
| Singles in den Charts | DE18DE | AT6AT | CH10CH | UK33UK | US21US |

|                          | DE    | AT    | CH    | UK    | US    |
| ------------------------ | ----- | ----- | ----- | ----- | ----- |
| Nummer-eins-Videoalben   | DE—DE | AT—AT | CH—CH | UK—UK | US—US |
| Top-10-Videoalben        | DE—DE | AT—AT | CH1CH | UK5UK | US—US |
| Videoalben in den Charts | DE—DE | AT—AT | CH1CH | UK8UK | US—US |

### Auszeichnungen für Musikverkäufe
| Goldene Schallplatte - Australien - 2003: für das Album Greatest - 2005: für das Videoalbum Live from London - Dänemark - 2025: für die Single Ordinary World - Finnland - 1983: für das Album Rio - 1984: für das Album Seven and the Ragged Tiger - Italien - 2021: für die Single Ordinary World - Kanada - 1983: für die Single Hungry Like the Wolf - 1984: für die Single Union of the Snake - 1985: für die Single A View to a Kill - 1985: für die Single The Wild Boys - 1995: für das Album Thank You - 2003: für das Album Greatest - Niederlande - 1984: für die Single The Reflex - 1984: für das Album Seven and the Ragged Tiger - 1986: für das Album Arena - 2000: für das Album Greatest - Spanien - 1984: für das Album Arena - 1987: für das Album Notorious - 2024: für die Single Ordinary World | Platin-Schallplatte - Argentinien - 1998: für das Album Greatest - Australien - 1982: für das Album Duran Duran - 1982: für das Album Rio - Belgien - 2002: für das Album Greatest - Europa - 2002: für das Album Greatest - Kanada - 1984: für die Single The Reflex - 1987: für das Album Notorious - Mexiko - 2005: für das Album Astronaut - Neuseeland - 1981: für das Album Duran Duran - 1983: für das Album Rio - 1986: für das Album Seven and the Ragged Tiger - 2004: für das Album Greatest | 2× Platin-Schallplatte - Kanada - 1983: für das Album Rio - 1985: für das Album Arena - 1995: für das Album Duran Duran - Neuseeland - 1985: für das Album Arena - 2024: für die Single Hungry Like the Wolf 3× Platin-Schallplatte - Kanada - 1984: für das Album Seven and the Ragged Tiger |

Anmerkung: Auszeichnungen in Ländern aus den Charttabellen bzw. Chartboxen sind in ebendiesen zu finden.
| Land/RegionAuszeichnungen für Musikverkäufe (Land/Region, Auszeichnungen, Verkäufe, Quellen) | Silber     | Gold       | Platin       | Verkäufe    | Quellen                           |
| -------------------------------------------------------------------------------------------- | ---------- | ---------- | ------------ | ----------- | --------------------------------- |
| Argentinien (CAPIF)                                                                          | —          | —          | Platin1      | 60.000      | capif.org.ar                      |
| Australien (ARIA)                                                                            | —          | 2× Gold2   | 2× Platin2   | 142.500     | aria.com.au                       |
| Belgien (BRMA)                                                                               | —          | —          | Platin1      | 50.000      | ultratop.be                       |
| Dänemark (IFPI)                                                                              | —          | Gold1      | —            | 45.000      | ifpi.dk                           |
| Deutschland (BVMI)                                                                           | —          | 2× Gold2   | —            | 500.000     | musikindustrie.de                 |
| Europa (IFPI)                                                                                | —          | —          | Platin1      | (1.000.000) | ifpi.org                          |
| Finnland (IFPI)                                                                              | —          | 2× Gold2   | —            | 55.316      | ifpi.fi                           |
| Italien (FIMI)                                                                               | —          | Gold1      | —            | 35.000      | fimi.it                           |
| Kanada (MC)                                                                                  | —          | 6× Gold6   | 11× Platin11 | 1.400.000   | musiccanada.com                   |
| Mexiko (AMPROFON)                                                                            | —          | —          | Platin1      | 150.000     | Einzelnachweise                   |
| Neuseeland (RMNZ)                                                                            | —          | —          | 8× Platin8   | 175.000     | aotearoamusiccharts.co.nz NZ2     |
| Niederlande (NVPI)                                                                           | —          | 4× Gold4   | —            | 225.000     | nvpi.nl                           |
| Schweiz (IFPI)                                                                               | —          | Gold1      | —            | 25.000      | worldradiohistory.com             |
| Spanien (Promusicae)                                                                         | —          | 3× Gold3   | —            | 130.000     | elportaldemusica.es mediafire.com |
| Vereinigte Staaten (RIAA)                                                                    | —          | 8× Gold8   | 12× Platin12 | 14.200.000  | riaa.com                          |
| Vereinigtes Königreich (BPI)                                                                 | 7× Silber7 | 8× Gold8   | 11× Platin11 | 6.770.000   | bpi.co.uk                         |
| Insgesamt                                                                                    | 7× Silber7 | 38× Gold38 | 48× Platin48 |             |                                   |